# Trevor Barry
Trevor Barry, född 14 juni 1983, är en höjdhoppare från Bahamas.
Barry höjde sitt personbästa på 2,29 från 2009 till 2,32 då han tog en bronsmedalj vid VM i friidrott 2011 i Daegu.
Barry är 190 cm lång och väger 70 kg.

## Personliga rekord
- Höjdhopp utomhus - 2,32 meter (1 september 2011 i Daegu)
- Höjdhopp inomhus - 2,31 meter (11 mars 2012 i Istanbul)